# Arhuszt járás
Arhuszt járás (mongol nyelven: Архуст сум) Mongólia Központi tartományának egyik járása. Területe 829 km². Népessége kb. 2300 fő.
Székhelye, Narszt (Нарст) 75 km-re fekszik Dzúnmod tartományi székhelytől és 37 km-re Ulánbátortól.